# Кеа (птица)
Кеа (Nestor notabilis) је велика врста папагаја из породице Strigopidae, ендемична на Јужном острву Новог Зеланда. Карактеристична је за планинске и шумске пределе. Веома је интелигентна и радознала птица. У скијашким центрима је атракција за туристе.

## Опис
Кеа је крупна птица, дугачка око 48 цм и тешка око 1 кг. Маслинасто-зелене је боје, са изузетно дугачким и закривљеним горњим делом кљуна. Са унутрашње стране крила јој је перје наранџасто.

## Распрострањење
Карактеристична је за Јужно острво Новог Зеланда. На Северном острву су нађени само фосилни остаци старији од 10.000 година. Новозеландски Алпи покривени шумом јужне букве, главно су станиште ове птице.

## Исхрана
Кеа је сваштојед. Њену исхрану чине различите биљке, ларве буба, друге птице, односно њихови птићи, зечеви и овце. Због нападања оваца, немилосрдно је ловљена од стране фармера. Својим јаким кљуном откида комаде меса са овчијих леђа.